# Senad Lulić
Senad Lulić (Mostar, 1986. január 18. –) bosnyák válogatott labdarúgó, jelenleg a Lazio középpályása.

## Sikerei, díjai
Lazio
- Olasz kupagyőztes (1): 2012–13

## Fordítás
Ez a szócikk részben vagy egészben  a   Senad Lulić című angol Wikipédia-szócikk fordításán alapul.  Az eredeti cikk szerkesztőit annak laptörténete sorolja fel. Ez a jelzés csupán a megfogalmazás eredetét és a szerzői jogokat jelzi, nem szolgál a cikkben szereplő információk forrásmegjelöléseként.